# 篠原英樹
篠原 英樹（しのはら ひでき、1971年2月8日-  ）は、日本の警察官僚。大阪府警察本部副本部長兼万博対策本部長事務取扱。

## 来歴
兵庫県伊丹市出身。東京大学法学部を卒業後、1995年 (平成7年)、警察庁に入庁。
入庁後、北海道警察本部刑事部捜査第二課長、警察庁警備局警備企画課課長補佐(内閣府国際平和協力本部事務局付)、警視庁警備部第八機動隊長、警察庁刑事局捜査第一課理事官などを歴任。
警視庁警備部第八機動隊長に在任中、洞爺湖サミットが開催され、約350人の隊員を指揮し、主会場ザ・ウィンザーホテル洞爺の外周警備にあたった。
2012年3月26日、北海道警察学校長に就任。道警警察学校長に警察庁のキャリアが就任したのは58年ぶり2人目のことで、極めて異例のことであった。在任中、警視庁から教官を3名招き、道警の教官を関東管区警察学校に出向させる人事交流を行うなどして、道警で相次いだ不祥事防止徹底に取り組んだ。
その後、警視庁警備部警備第一課長を歴任し、2015年7月16日、三重県警察本部警備部長に就任。約1年1か月の在任中、伊勢志摩サミットの会場警備や、要人の警護計画の立案策定などに取り組んだ。
その後、警察庁長官官房人事課監察官、神奈川県警察本部警備部長を歴任。
2019年9月9日、愛媛県警察本部長に就任。約2年間の在任中、松山東警察署による誤認逮捕の再発防止に向けた対応にあたったほか、県警として6年ぶりの贈収賄事件の捜査指揮にあたった。また、松山市内で起きた組織犯罪の捜査のために、刑事部組織犯罪対策課に組織犯罪捜査室を新設することなどにも取り組んだ。
その後、神奈川県警察本部警務部長、警察庁警備局警備第一課長、警察庁刑事局組織犯罪対策部国際捜査管理官を歴任。
警察庁刑事局組織犯罪対策部国際捜査管理官に在任中、外国警察機関と連携し、海外逃亡中の犯罪者の送還・検挙などに貢献した。
2024年3月29日、大阪府警察本部副本部長兼万博対策本部長事務取扱に就任。

## 略歴
- 1995年4月-   警察庁入庁[1][2][7]
- 2001年9月-   北海道警察本部刑事部捜査第二課長[20]
- 2003年1月-   警察庁警備局警備企画課課長補佐(内閣府国際平和協力本部事務局付)[21][22]
- 2004年12月- 福岡県警察本部刑事部捜査第二課長[22]
- 2007年
  - 2月13日- 警察庁警備局警備課付[23]
  - 2月26日- 警視庁警備部第八機動隊長[24]
- 2010年9月-   警察庁刑事局捜査第一課理事官[25]
- 2012年3月-   北海道警察学校長[25]
- 2014年
  - 3月-  警察庁警備局付[26]
  - 5月-  警視庁警備部警備第一課長[27]
- 2015年7月-   三重県警察本部警備部長[28]
- 2016年8月-   警察庁長官官房人事課監察官[29][30]
- 2018年3月-   神奈川県警察本部警備部長[31]
- 2019年9月-   愛媛県警察本部長[15][16]
- 2021年8月-   神奈川県警察本部警務部長[32][33][34]
- 2022年3月-   警察庁警備局警備第一課長[35][36]
- 2022年8月-   警察庁刑事局組織犯罪対策部国際捜査管理官[37][38]
- 2024年3月-   大阪府警察本部副本部長兼万博対策本部長事務取扱[3][4][5][注釈 1]

## 人物
4歳でピアノを習い始め、9歳でレッスンを中断したが、46歳で再開した。翌年、ピティナ・ピアノコンペティショングランミューズ部門に挑戦し、全国大会で第2位に入賞した。その後、愛媛県警察音楽隊と共演し、2025年2月24日には、自身初となるソロリサイタルコンサートを開催した。